# Avance temporal
El Avance temporal (o Time Advance) es un sistema de sincronización entre la estación base (BS) y la estación móvil (MS) necesario en las redes celulares que utilizan TDMA como método de acceso al medio y tienen una gran cobertura. 

## Introducción
En las redes que utilizan TDMA como método de acceso al medio, cada usuario debe transmitir periódicamente durante un intervalo de tiempo (time slot) que le ha asignado previamente la BS. Debido a esta multiplexación en tiempo, la BS recibe señales muy próximas temporalmente entre sí de diferentes terminales, por lo cual, es necesaria una precisa sincronización.
La comunicación entre MS y BS se realiza mediante la transmisión de ráfagas de información: 

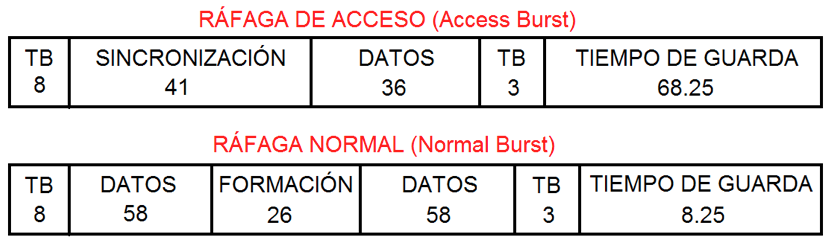
Figura 1. Estructura de dos de los tipos de ráfagas de transmisión.

Es esencial que la parte de la ráfaga que contiene los datos (información útil) no sobrepase el time slot, puesto que en ese caso se produciría colisión entre datos de distintos terminales y se perderían ambos paquetes. Con el fin de cubrir pequeños retardos, se introduce al final de cada paquete un período sin información, llamado intervalo de guarda, que sí puede llegar fuera de los límites del slot correspondiente. 
No obstante, a veces este margen no es suficiente, ya que el tiempo de propagación de la señal varía en función de la distancia entre el terminal y la BS provocando un retardo mayor o menor.
La siguiente ilustración muestra las tres posibles situaciones que pueden suceder: recepción perfecta, recepción con un retraso tolerable y recepción errónea debido al retraso.

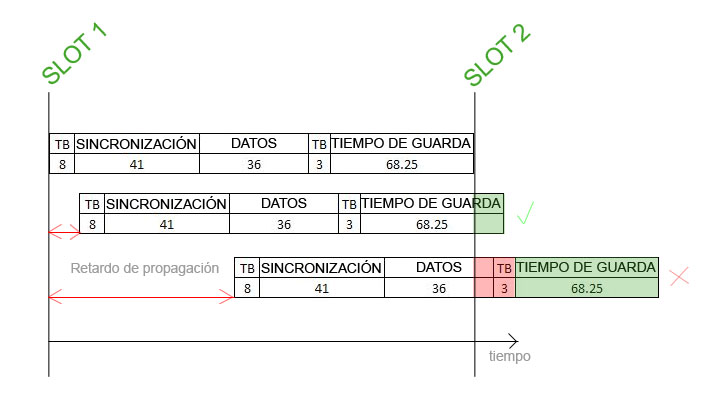
Figura 2. Ejemplo temporal de la llegada de varias ráfagas.

Se podría definir un tiempo de guarda suficientemente grande para que la tercera situación no sucediera nunca, pero eso supondría un gran desperdicio del espectro ya que el tiempo útil, usado para transmitir datos, sería muy pequeño.
Para resolver el problema del retardo de propagación y obtener un buen aprovechamiento del espectro, es necesario un mecanismo de compensación en el terminal. Éste debe ser capaz de avanzar su tiempo de transmisión mediante un tiempo conocido como time advance.

## Determinación del Avance Temporal
El proceso a seguir para determinar el tiempo de propagación inicial debido a la distancia entre el terminal i BS es el siguiente:
1. El terminal manda una ráfaga de acceso (access burst) a la estación base (BS).
2. La estación reconoce el terminal y le asigna un time slot disponible para que pueda retransmitir.
3. El terminal se sincroniza con la BS y manda otra access burst de confirmación durante el time slot asignado por la BS.
4. La BS calcula el tiempo de propagación cogiendo la diferencia temporal que existe entre el instante en que debería recibir la ráfaga y el instante en el que realmente la recibe.
La BS envía a cada terminal un parámetro TA (time advance) acorde al tiempo calculado. Cada terminal avanza su tiempo de transmisión para que su señal llegue a la BS totalmente sincronizada, compensando el retardo de propagación. 
Una vez establecida la conexión, como la posición del terminal puede variar, la BS mide continuamente el tiempo de retardo y el terminal actualiza el parámetro TA con el valor adecuado en cada momento.

## Especificaciones
En GSM, sistema estándar actual, la tasa de transmisión de datos es de 270.833 kbps, por lo tanto, la duración de un bit corresponde a 3.69 µs. 
El campo TA es de 6 bits, por lo que puede tomar valores de 0 a 63.
Por cada 3.69 µs de retardo, TA se incrementa en 1 y el terminal empieza su transmisión TA · 3.69 µs antes de lo que le correspondería. 
También podemos relacionar TA con la distancia a la que se encuentra el terminal de la estación base. Tan solo debemos considerar la velocidad de transmisión (velocidad de la luz: 3·108 m/s) y que el retardo calculado es de ida y vuelta.

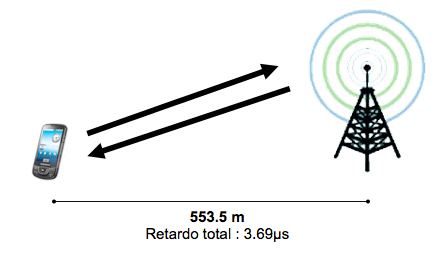
Figura 3. Imagen de la relación entre la distancia y un bit de retardo.

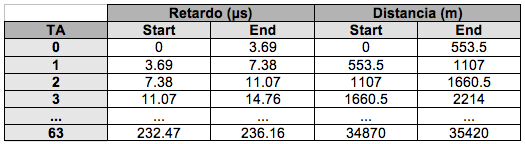
Figura 4. Valor de TA en función del retardo o de la distancia.

Según los parámetros definidos el radio máximo que es capaz de cubrir una misma estación base con seguridad de buena sincronización es de 35km, distancia máxima de célula estandarizada en GSM. 
Esta estandarización también permite que las ráfagas de acceso inicial puedan recibirse correctamente y establecer la conexión desde cualquier punto de la célula ya que su tiempo de guarda es de 68.25 bits.

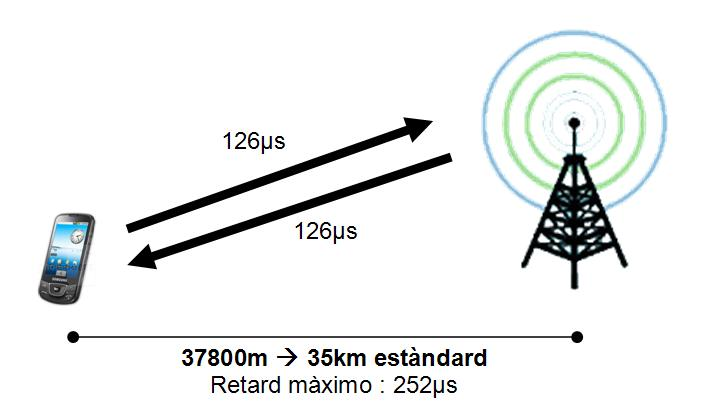
Figura 5. Imagen de la relación entre la distancia máxima de célula y su correspondiente retardo.

Además, el uso de time advance permite reducir el tiempo de guarda de las ráfagas normales de datos a 8.25 bits consiguiendo así un gran aprovechamiento del espectro y, a su vez, una comunicación a una distancia mayor de la que nos permitiría el tiempo de guarda por sí solo (35 km frente a 4,57km).

## Aplicaciones derivadas
El sistema de Time Advance, además de asegurar una buena sincronización y una correcta transmisión de datos, proporciona información sobre la posición del terminal que puede aprovecharse para el proceso de handover y algunas técnicas de localización GSM.